# نوپسرها سومالیکا
نوپسرها سومالیکا یک گونه سوسک از خانوادهٔ سوسک‌های شاخک‌دراز است. استفان فون برونینگ در سال ۱۹۵۱ این گونه را توصیف و بررسی کرد.